# Child Whispers
Child Whispers (publicado en 1922) es la primera obra publicada de la escritora inglesa infantil Enid Blyton, ilustrada por su amiga y colaboradora de la infancia Phyllis Chase. Es una colección de 28 poemas, y uno de los libros de poesía más populares y conocidos de Blyton.